# سيلاس كوبر
سيلاس كوبر (بالإنجليزية: Silas Cooper)‏ (1778 - 30 مايو 1816) هو لاعب كريكت بريطاني (وحمل سابقاً جنسية المملكة المتحدة لبريطانيا العظمى وأيرلندا ومملكة بريطانيا العظمى).